# 말리의 국기

말리의 국기 비율 2:3

말리의 국기는 1961년 3월 1일에 제정되었다. 범아프리카색인 초록색, 노란색, 빨간색 세 가지 색의 세로 줄무늬로 구성되어 있다.
세네갈의 국기와는 가운데 초록색 별의 유무로 구분할 수 있으며(정확히는 말리의 국기에 있는 초록색이 더 연하다), 기니의 국기와 색 배치가 정반대이다.
현재의 국기는 1959년 4월 4일에 제정된 말리 연방의 국기의 가운데 부분에 그려져 있었던 검은색 사람 형상의 디자인을 당시 말리의 무슬림 세력의 압력으로 인해 없애버린 형태의 디자인이다.

## 색상
| 색상 | 초록                | 노랑                 | 빨강                |
| ---- | ------------------- | -------------------- | ------------------- |
| RGB  | 20–181–58 (#14B53A) | 252–209–22 (#FCD116) | 206–17–38 (#CE1126) |

## 과거의 기

1235년경-1670년대 말리 제국의 국기
1890년-1902년 1920년-1959년 프랑스령 수단의 국기
1959년-1961년 말리 연방의 국기

## 같이 보기
- 말리의 국장
- 세네갈의 국기
- 기니의 국기
- 범아프리카색